# 자스키아 로젠달
자스키아조피 로젠달(독일어: Saskia-Sophie Rosendahl, 1993년 7월 9일~)은 독일의 배우이다.

## 출연 작품

### 영화
- 작가 미상 (2018년) - 엘리자베스 메이 역